# Shamva (Simbabwe)
Shamva ist eine Kleinstadt in der Provinz Mashonaland Central in Simbabwe. Sie hat inklusive Shamva Mine 9437 Einwohner (2002).

## Geografie
Shamva liegt im nördlichen Teil des Great Dyke, etwa 80 km nordöstlich von Harare im Mazoe-Tal. Es ist der Hauptort im gleichnamigen Distrikt. Der Ort liegt an der Schnellstraße A13 und ist Endstation einer Stichstrecke der National Railways of Zimbabwe von Harare.

## Geschichte
Der Name des Ortes bedeutet in Shona für Freundlichkeit. Der Ort entstand 1895, als dort, wie an vielen anderen Stellen des Great Dyke, Gold gefunden wurde, das noch heute in der Madziwa Mine zusammen mit Nickel abgebaut wird.

## Wirtschaft
Shamva lebt vornehmlich vom Bergbau. Im Umland werden Baumwolle, Mais, Tabak und tropische Früchte angebaut. Shamva hat eine Brauerei, eine Baumwollspinnerei und ein Getreidelager.

## Projekte
Bei Shamva wurde 2005 in River Estate das „größte Solardorf Afrikas“ als Projekt realisiert. Die Häuser von etwa 150 Kleinbauernfamilien wurden an Solarkollektoren angeschlossen, so dass jedes Haus zwei Glühlampen, ein Radio und einen kleinen Fernseher betreiben kann.